# Isaac Prager
Isaac Emil Prager (geb. 1847 in Lendzin, Oberschlesien; gest. 1905) war ein liberaler Rabbiner. 
Prager wurde in Lendzin in Oberschlesien geboren und studierte am Jüdisch-Theologischen Seminar in Breslau, wo er auch promovierte. Ab 1877 war er Direktor der jüdischen Religionsschule in Hannover. 1880 wurde er Direktor der Lehrerbildungsanstalt (für jüdische Lehrer) in Hannover. Von 1885 bis zu seinem Tod 1905 war er als Landesrabbiner im Regierungsbezirk Kassel der preußischen Provinz Hessen-Nassau tätig. 
Isaac Prager war als Prediger stadtbekannt und geachtet. Sogar nichtjüdische Bürger sollen in die Synagoge gekommen sein, um ihm zuzuhören. Zudem soll Prager sich sehr für die Armen engagiert haben.
Er wurde auf dem jüdischen Friedhof in Bettenhausen begraben. Auf seinem Grabstein ließ die damalige Israelitische Gemeinde Cassel eingravieren: 
"Dem aufopfernden Führer, dem begeisterten Verkünder der göttlichen Lehre, dem selbstlosen Förderer werktätiger Verehrung in dauernder Dankbarkeit. Die Klugheit Ihres Geistes/ Die Güte Ihres Herzens waren zum Segen in unserer Gemeinde."